# Armas Järnefelt
Edvard Armas Järnefelt (14 d'agost de 1869 – 23 de juny de 1958), va ser un director d'orquestra i compositor finlandès, que va aconseguir un èxit menor amb les seves obres orquestrals Berceuse (1904) i Praeludium (1900). Va passar gran part de la seva carrera com a director a l'Òpera Reial Sueca d'⁣Estocolm, Suècia.

## Biografia
Armas Järnefelt va néixer a Vyborg, al Gran Ducat de Finlàndia, fill del general August Aleksander Järnefelt i Elisabeth Järnefelt (de soltera Clodt von Jürgensburg).
Järnefelt va estudiar amb Ferruccio Busoni a Hèlsinki i amb Jules Massenet a París. Tant Järnefelt com Busoni van gaudir d'una estreta relació amb Jean Sibelius, que estava casat amb la germana de Järnefelt, Aino. A partir de 1905, Järnefelt va tenir una llarga carrera com a director a l'Òpera Reial Sueca d'⁣Estocolm, començant com a repetidor de 1905 a 1911 (va esdevenir ciutadà suec el 1909); director d'orquestra 1911-1923 i director d'orquestra 1923-1933.
Entre 1932 i 1936 Järnefelt va ser el director artístic i director de l'⁣Òpera Nacional de Finlàndia. Va presentar, entre d'altres, Siegfried i Götterdämmerung del cicle de l'Anell de Wagner, i Parsifal. Va ser director principal de l'⁣Orquestra Filharmònica de Hèlsinki entre 1942 i 1943, i també va tornar a l'Òpera Reial Sueca com a director en cap de 1938 a 1946. Va morir a Estocolm.

## Obres
Les obres musicals de Järnefelt inclouen:
- Obertura lírica (1892)
- Lapsuuden ajoilta (Dies de la infància, 1892) Piano a 4 mans
- Serenata per a petita orquestra en si menor (1893)
- Poema simfònic Korsholma (Korsholm, 1894)
- Fantasia simfònica per a orquestra (1895)
- Poema simfònic Heimathklang (El so de casa, 1895)
- 3 peces per a piano op.4 (1897)
- Suite en mi bemoll major per a orquestra (1897)
- Rapsodia finlandesa (1899)
- Praeludium (1900)
- Obertura festiva (1902)
- Berceuse (1904)

A més, va compondre més de 70 cançons, 21 peces per a cor masculí, 12 cançons parcials per a cor mixt i 13 cantates. Berceuse (1904) arranjat per a violí i piano està inclòs al repertori de violí de grau 7 del Royal Conservatory of Music (Canadà).
Järnefelt també va escriure música escènica i per al cinema, per exemple, per a la pel·lícula Sången om den eldröda blomman (1919), dirigida per Mauritz Stiller, possiblement la primera música original de pel·lícula d'un compositor nòrdic.

## Vida familiar
Els seus germans eren Kasper Järnefelt, crític i traductor de literatura russa; l'escriptor Arvid Järnefelt (la música incidental de la seva obra Kuolema va ser escrita per Jean Sibelius); el pintor Eero Järnefelt (Erik); Ellida; Ellen, Aino (que es va casar amb Sibelius); Hilja; i Sigrid.
Es va casar dues vegades: primer amb la soprano Maikki Järnefelt (de soltera Pakarinen) de 1893 a 1908 (posteriorment es va casar amb Selim Palmgren), i en segon lloc el 1910 amb la cantant d'òpera Liva Edström.

## Llegat
El juny de 2012 es va inaugurar una exposició de material relacionat amb Järnefelt a l'entrada de l'Acadèmia Sibelius situada al Centre de Música de Hèlsinki.